# Maggie Laubser
Maria Magdalena (Maggie) Laubser (nabij Wellington, 14 april 1886 – Strand, 17 mei 1973) was een Zuid-Afrikaans kunstenares en maakster van gravures. Ze wordt over het algemeen (samen met Irma Stern) als verantwoordelijk beschouwd voor de introductie van het expressionisme in Zuid-Afrika. Haar werk werd door kunstcritici aanvankelijk met hoon ontvangen, maar later breed geaccepteerd. Tegenwoordig wordt ze beschouwd als een typisch Zuid-Afrikaanse kunstenaar.

## Vroege jaren en onderwijs
Laubser werd geboren op de tarwe-boerderij Bloublommetjieskloof vlak bij Malmesbury in het Swartland, een productief agricultureel gebied in Zuid-Afrika. Ze was de oudste van de zes kinderen van Gerhardus Petrus Christiaan Laubser en Johanna Catharina Laubser (geboren in Holm). Laubser's jeugd werd gedomineerd door het landelijke en pastorale en ze genoot van haar zorgeloze bestaan.

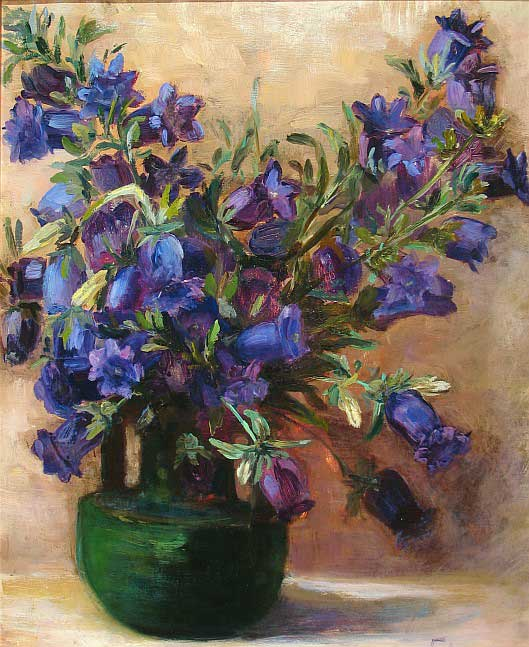
Stilleven: Flowers in a Vase (1909-1913), olieverf op doek, 520 × 420 mm, Sanlam Art Collection

Na naar de farm school Rocklands te zijn gegaan, vertrok ze naar de kostschool Bloemhof Seminary, Stellenbosch, waar ze kennismaakte met de kunst van het tekenen. Ze keerde in 1901 terug naar de boerderij. Gedurende een bezoek aan Kaapstad ontmoette ze Beatrice Hazel, een kunstenares die in een realistisch romantische stijl schilderde. Hazel introduceerde Laubser aan Edward Roworth, die op zijn beurt een impuls gaf aan haar verlangen het schilderen te bestuderen.
In 1903 kreeg Laubser toestemming van haar ouders om één keer in de week voor zangles naar Kaapstad te reizen. De moeilijkheid van het reizen en de lage dunk die haar moeder had van haar mezzo-sopraan stem waren ontmoedigend. In deze tijd begon ze echter zelf te schilderen.
In Kaapstad leerde ze gedurende twee maanden in 1903 in de schilderkunst onder Roworth's hoede. In deze zelfde periode ontving ze een zilveren medaille voor haar werk. In 1907 was ze bekwaam genoeg geraakt om verkozen te worden tot de South African Society of Artists (SASA) en, in 1909, deed ze mee met de jaarlijkse expositie van de SASA en de Fine Arts Association of Cape Town. By 1910, had ze haar eigen studio in Strand Street, Cape Town.
In 1912, gedurende een bezoek aan haar neef, Gert Coetzee, in Pretoria, werd ze gouvernante op een boerderij die in bezit was van de Wolmarans familie in het Ermelo district, Transvaal. Hier gaf ze ook les in kunst en handwerk. Op een vakantie in Durban met vriendin Sophie Fischer raakte ze bevriend met Jan Hendrik Arnold Balwé (Consul voor Nederland in Durban 1903-1913), die eigenaar was van een scheepslijn en aanbood Magie's en Magie's zusters studie in het buitenland te bekostigen.

### Nederland en Engeland
Laubser en haar zus vertrokken naar Europa op 4 oktober 1913, in eerste instantie wonend in Laren, Noord-Holland in het Gooi. Ze ontmoette de toneelactrice Ita Mees en Frederik van Eeden, schrijver en dichter. Ook raakte ze bevriend met Laura Knighten Frans Langeveld, beide kunstenaars. Maggie werkte in een studio die Anton Mauve had gevestigd in Laren. Anton Mauve(1838 – 1888), die een belangrijke invloed had op Vincent van Gogh, bracht de laatste jaren van zijn leven door in Laren.
Met het uitbreken van de Eerste Wereldoorlog ging Laubser naar Londen. In eerste instantie verbleef ze in Huntingdonshire en later, in oktober 1914, verhuisde ze naar een Londens hotel en meldde zich aan op de Slade School of Art voor de periode van oktober 1914 tot maart 1919. Henry Tonks, Walter Westley Russell en Ambrose McEvoy leerde haar tekenen, terwijl Philip Wilson Steer haar onderwijs in schilderen. Het lijkt erop dat ze nooit geschilderd heeft gedurende haar tijd op het Slade. In plaats daarvan concentreerde ze haar inspanning op het tekenen van portretten en figuur studies. Maggie keerde in 1915 kort terug naar Zuid-Afrika zodat ze de nieuwe familie-boerderij bij Oortmanspost, vlak bij Klipheuwel in de Kaapprovincie kon bezoeken. Ze keerde opnieuw terug in maart 1919, nadat ze haar studies had afgerond.

## Vroege carrière en reizen

### België, juni 1919 tot september 1920
Laubser verliet Londen op 6 juni 1919 voor België. Ze verbleef in Antwerpen en de Villa Chenes in het Nachtigalen Lei in Schoten. Ze raakte bevriend met Arnold Balwé, de zoon van Jan Hendrik Arnold Balwé, die eerder de studie van haar en haar zus had bekostigd. Arnold Balwé studeerde aan de Koninklijke Academie voor Schone Kunsten. Wellicht heeft ze Balwé vergezeld als occasionele student. De vele naakt-studies die ze geschetst heeft gedurende deze periode vormen hier aanwijzing voor. Er is ook enig bewijs dat ze in contact kwam met de kunst van Die Brücke en Der Blaue Reiter tijdens haar verblijf in München in 1919.

### Italië, oktober 1920 tot augustus 1921

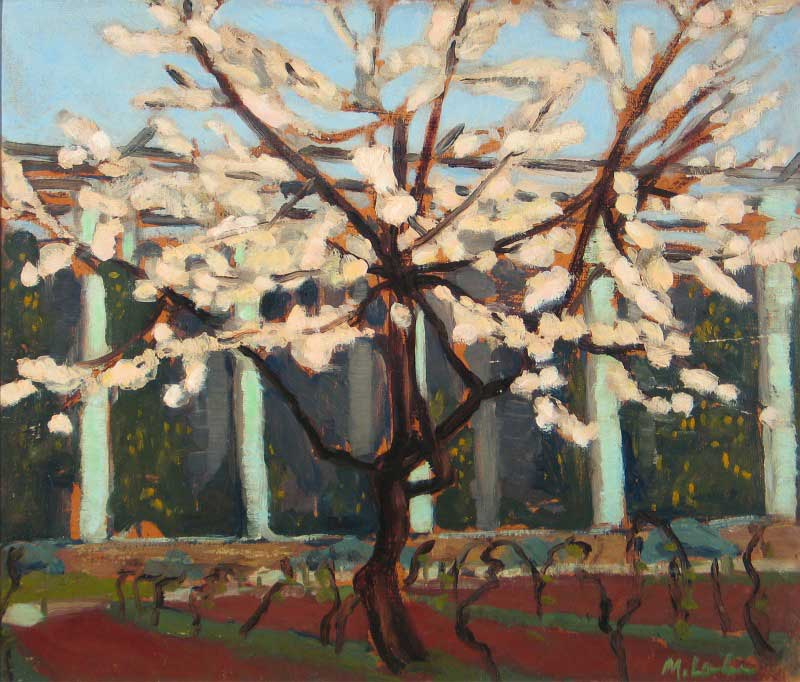
Pink Blossoming Tree, (1920–1921), olieverf op karton, 340 × 400 mm, Sanlam Art Collection

Ze reisde met Balwé naar Italië in augustus/september 1920 en leefde en werkte bij Torri del Benaco  en San Vigilio op het Gardameer. In deze tijd werd het koppel financieel ondersteund door Balwé's vader. Dit gaf hen de vrijheid om aan schilderijen te werken voor mogelijke exposities in plaats van zich bezig te houden met de verkoop. Een groot aantal van gesigneerde en gedateerde werken van deze periode geven hier aanwijzing toe.
J. H. A. Balwé was ziek tot het einde van 1920, en Arnold Balwé en Maggie vergezelden hem naar Bad Kissingen midden april 1921. Hier stierf hij in april of mei van dat jaar. Na de dood van Balwé' brachten Laubser's haar naar Venetië, waar ze het Doge Paleis bezocht (June/July 1921), daarna naar Milaan en, op 18 augustus 1921, terug naar Duitsland. Op 19 september 1921 kwam ze aan in Kaapstad bij the Union-Castle Line.

### Duitsland, november 1922 tot november 1924

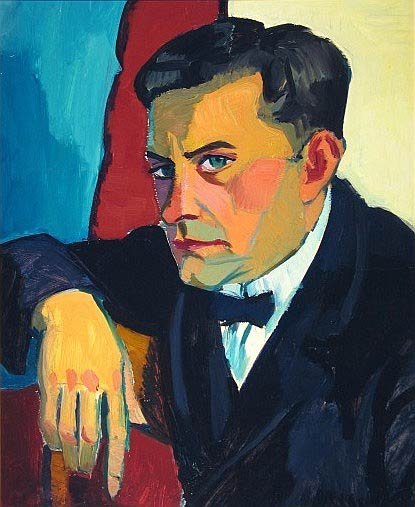
Portret van een man, Berlijn, (circa 1923), 'oil on board', 595 × 475 mm

Laubser kreef een visum van het Duitse Consulaat in Kaapstad op 16 november 1922 en vestigde zich op Kurfürstendamm 40, Berlijn op 1 januari 1923. Haar adres veranderde schijnbaar naar Kurfürstendamm 43, Berlin op 23 januari 1923.Ze bezocht Irma Stern en ze ondernomen een trip naar de Baltische Zee bij Ahrenshoop voor drie weken in juli 1923.Na reisjes naar Weimar en Beieren en nóg een adreswijziging van Kalckreuthstrasse 5 naar inwoning bij Fräulein Finck op Von der Heydt Strasse 1, ten zuiden van de Tiergarten. Dit verkreeg ze met de hulp van vriendin Kate Mädler, ze viegde zich naar het culturele leven van Berlijn. Ze ontmoette mensen van het diplomatieke corps, schilderde portretten en bezocht muziek concerten. Ze raakte bevriend met pianisten William Busch en Otto Glore.
Het was in de tijd in Berlijn, van 1922 to 1924, dat ze in contact kwam met het Duitse Expressionisme en werd aangemoedigd door Karl Schmidt-Rottluff. De werken van Emil Nolde, Max Pechstein, Franz Marc en Erich Waske waren toegankelijk voor haar en verhelderden haar ambities. Ze noemde Franz Marc van Der Blaue Reiter en Nolde, Schmidt-Rottluff en Pechstein van Die Brücke als belangrijk voor haar persoonlijkheid, alhoewel ze claimde niet door hen beïnvloed te zijn. De mate van hun invloed is duidelijk te zien doordat ze het dichtst bij de Duitse Expressionistische stijl komt in deze jaren waarin ze een serie van tien steendrukplaten maakt genaamd Visionen.
Op 14 augustus 1924 treft ze een regeling met Allison Bros., London om haar schilderijen naar Zuid-Afrika te verschepen.

## Zuid-Afrikaans debuut en kritische ontvangst

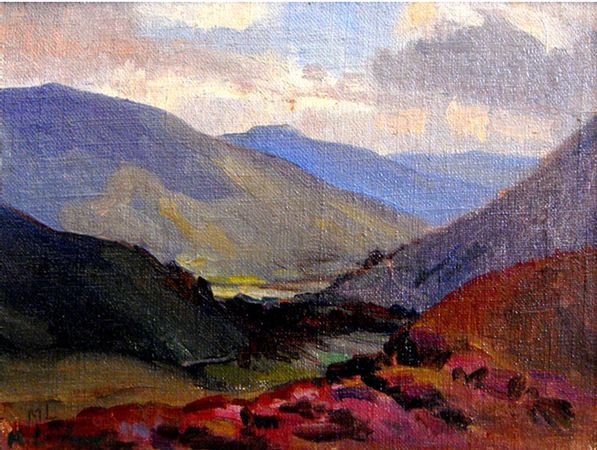
Bloublommetjieskloof, olieverf op doek uitgelegd op 'board', 270 × 365 mm

In november 1924, keerde terug naar Zuid-Afrika en vestigde zich bij de Oortmanspost, de familie-boerderij. Ze ontmoette beelldhouwer Moses Kottler en cartoonist D. C. Boonzaier, die haar introduceerde aan zijn zoon Gregoire, een van de oprichters van de New Group, en herniewde haar vriendschap met Ruth Prowse and Nita Spilhaus. Ze werd gevraagd om te exposeren in Kaapstad, maar werd er wreed gedesillusioneerd. Haar werk, zoals dat van Irma Stern, kreeg forse kritiek, vooral van Bernard Lewis van Die Burger en The Cape Times, die in 1931 pas in staat waren te schrijven over haar werk in een groepsvertoning:
Is there any normal, sane human being in all South Africa who is able to appreciate as a work of art, to enjoy as a picture...the one sent by Maggie Laubser?— Bernard Lewis
In april 1929 ontmoette ze zowel P. Serton en zijn vrouw, als A. C. Celliers en Koos Botha, die haar elk aanmoedigden een individuele expositie op te zetten. Haar eerste solo expositie werd gehouden in Stellenbosch, met behulp van A. C. Boumanen Con de Villiers. Gedurende deze periode ontmoette ze ook Martin du Toit, die een fervente aanmoediger zou worden, haar eerste expositie in Transvaal organiserend in 1931.

## Empire Expositie, Johannesburg, 1936
Op 3 mei 1936, overleed de vader van Laubser, en liet de boerderij aan Laubsers broer na, en een trustfonds aan Laubser en haar moeder. Laubser zou wat overbleef uit het trustfonds erven toen haar moeder overleed op 20 november 1936. Ondanks dat ze hard werd behandeld door de pers was Laubser verkozen tot het selectie panel van het prestigieuze British Empire Exhibition, waarvan de coördinator M. L. du Toit, was. Haar ouders zagen niet meer deze stilzwijgende bevestiging van haar talenten.
De Empire Exhibition was een vier-jaarlijkse expositie, gehouden in 1936 in Milner Park, Johannesburg, en was representatief voor het beste dat Zuid-Afrika te bieden had.Daar raakte Laubser bekend metAlexis Preller, die de razernij van de critici aantrok met zijn werk op de eerste New Group expositie op 4 mei 1938. Maggie Laubser werd ook een lid van de New Group, en was aanwezig op expositie van 1938.

## Later years and legacy

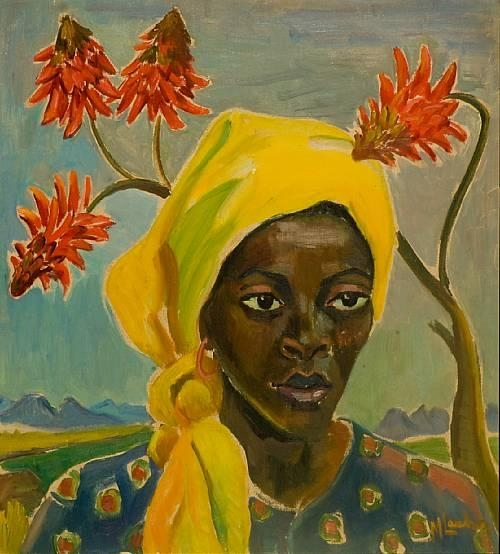
Annie van de Royal Bafokeng, 1945, olieverf op canvasboard, 500 × 450 mm

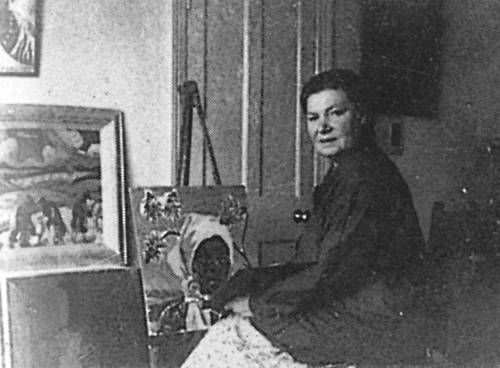
Laubser met Annie van de Royal Bafokeng in 1945

Maggie Laubser was actief vanaf 1900 en ging zonder tussenpoos door met werken tot haar dood in 1973. De catalogue raisonné samengesteld door Dalene Marais bevat 1784 individuele werken. Haar overheersende werkstijl wordt over het algemeen geschaard onder het Expressionisme, maar er zitten ook identificeerbare elementen in van het Fauvisme in werking, en een pastoralisme die geen afbreuk doen aan de Duitse expressionistische prototypes waaraan Maggie blootgesteld was.
Na de dood van haar ouders vestigde ze zich in Kaapstad in 1937, in een studio in Drie Ankerbaai. In 1942, verhuisde ze naar the Strand. Ze bouwde er een huisje genaamd Altyd Lig (Altijd Licht), in 1947. Op 28 mei 1946 kondigde Prof. P. J. Nienaber aan dat Loubser de eremedaille van de Academy of Arts and Science zou ontvangen. In 1947 ontving ze de Oscar award voor het schilderen voor de krant Die Vaderland. In 1948 verkreeg ze lidmaatschap van de South African Academy for Arts and Science, samen met dichter Elisabeth Eybers. Ze vervolgde haar schilderen en ging door met het ontwikkelen van haar stijl. In 1959 verkreeg ze het honoraire lidmaatschap van de Academy of Arts and Science. De South African Association of Arts eerde haar met een medaille in 1968, gepresenteerd door Prof.A. L. Meiring.
De South African National Gallery en het Pretoria Art Museum gingen samen om een grootse retrospectieve expositie van Laubers werk te organiseren in 1969 Dit werd opgevolgd in 1987 door een retrospectie op de vroege werken, opnieuw in de South African National Gallery, die liep van 2 december 1987 tot 31 januari 1988.
Maggie Laubser overleed op 17 mei 1973 in Altyd Lig. Er stond een onafgemaakt canvas op haar ezel.

## Grootste collecties
Maggie Laubser's werken maken deel uit van een aantal grote collecties:
- South African National Gallery, Cape Town
- Johannesburg Art Gallery, Johannesburg
- Pretoria Art Museum, Pretoria
- Durban Art Gallery, Durban
- A. C. White Gallery, Bloemfontein
- Hester Rupert Art Museum, Graaff-Reinet
- Rupert Museum, Stellenbosch
- William Humphreys Art Gallery, Kimberley
- Sanlam Art Collection, Cape Town